# 日活撮影所
日活撮影所（にっかつさつえいじょ）は、映画会社日活の映画スタジオ。
日活の名を冠した映画スタジオは、かつて「日活多摩川撮影所」（現：角川大映スタジオ、調布市多摩川）など、東京都・京都府にいくつか存在したが、東京都調布市染地2丁目8-12に所在する日活調布撮影所（旧：にっかつ撮影所、通称「にっかつ」）のみが唯一現存する。

## 前史
日活の前身となるエム・パテー商会、横田商会、福宝堂、吉沢商店は、それぞれ独自に撮影所を擁していた。
エム・パテー商会は1909年（明治40年）に東京府南豊島郡の大久保に、横田商会は1910年（明治41年）に京都市の二条城西南櫓下に、福宝堂は同年7月に東京府北豊島郡の日暮里花見台に、吉沢商店は1908年（明治39年）1月20日に東京府荏原郡の目黒行人坂下に、それぞれ撮影所を建設している。
また横田商会は、二条城撮影所落成の翌年である1912年1月、早くも二条城に代わる新撮影所を御前通一条下ルに建設した。新撮影所はグラスステージ1棟・現像所・俳優部屋・事務所を備えており、法華堂（ほっけんどう）と呼ばれる十如寺に隣接していることから「横田法華堂撮影所」と呼ばれるようになった。

## 京都

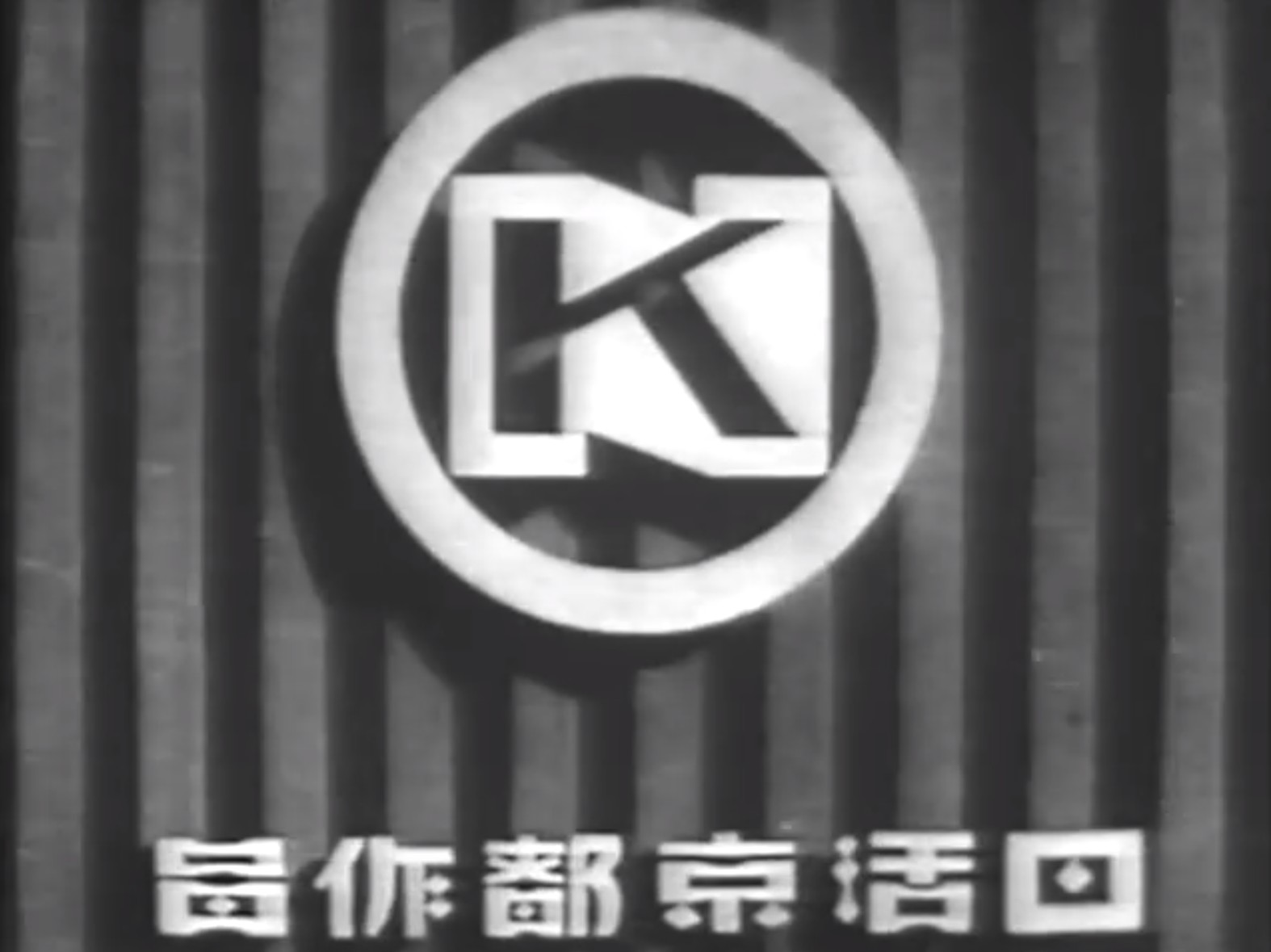

### 関西撮影所
日活関西撮影所（にっかつかんさいさつえいじょ）は、かつて存在した日本の撮影所である。1912年改称、1918年閉鎖。
1912年（大正元年）9月1日の日活誕生時に、吉沢商店の目黒のグラスステージと、横田商会の法華堂撮影所が引き継がれたが、目黒は早晩閉鎖され、法華堂撮影所を日活関西撮影所に改名した。
1918年（大正7年）、前年の台風の被害などにより、関西撮影所は京都市北区大将軍一条町に移転し、法華堂の撮影所は閉鎖した。

### 大将軍撮影所
日活大将軍撮影所（にっかつたいしょうぐんさつえいじょ）は、かつて存在した日本の撮影所である。1918年開所、1928年4月閉鎖。「日活関西撮影所」の機能を引き継ぎ、関西地区における日活の生産拠点となった。
1919年（大正8年）7月10日、同撮影所に在籍のまま、牧野省三はミカド商会を設立し教育映画を製作し始めたが、翌1920年（大正9年）1月には同撮影所はミカド商会を吸収し「日活教育映画部」とした。1921年（大正10年）6月に牧野は退社し、牧野教育映画製作所を京都・等持院に設立した。
基本的には時代劇部が同撮影所におかれ、現代劇は東京の「向島撮影所」で製作されていたが、1923年（大正12年）9月1日の関東大震災で向島撮影所は倒壊、1,000人の従業員が本社を含めて解雇されたが、向島に残って復興につとめた従業員と現代劇の製作機能を、同年11月14日に「大将軍撮影所」へ移転させた。
1927年（昭和2年）、太秦に新撮影所が完成すると全体を移転した。現代劇部が翌1928年（昭和3年）4月に移転した後、大将軍撮影所は閉鎖された。

### 太秦撮影所
1927年（昭和2年）に「日活太秦撮影所」として開所。「日活大将軍撮影所」の機能を引き継いだ。 1942年（昭和17年）、戦時統合により大映（現：角川映画）が設立され「大映京都撮影所」に改称。1986年（昭和61年）4月閉鎖。

## 東京

### 向島撮影所
1913年10月に「日活向島撮影所」として正式開所。1923年（大正12年）9月1日の関東大震災で甚大な被害を受け、同年11月14日に閉鎖。

### 多摩川撮影所
1933年（昭和8年）に「日本映画多摩川撮影所」として開所。1934年（昭和9年）に日本映画が倒産、日本活動写真株式会社（現：日活）が同撮影所を買収し「日活多摩川撮影所」とした。戦時統合により大映の撮影所となった。角川大映スタジオとして現存する。調布市南東部の多摩川沿いにあり、日活調布撮影所の近くに所在する。

### 調布撮影所

#### 概要
日活は戦後の1953年（昭和28年）9月、映画制作再開を発表するとともに、多摩川沿いの東京都調布市染地（当時は調布町下布田）に新しい「日活撮影所」の建設を着工した。
1954年（昭和29年）1月16日には、第3ステージの建設現場でコンクリート製の屋根が落下して死亡2人、重軽傷11人の事故が発生したが、同年3月15日に第1期工事が終了し4つのステージ（スタジオ）が完成。その後も工事は続けられ同年12月には第2期工事終了により続く4つのステージが、翌1955年（昭和30年）12月には第3期工事終了によりさらに5つのステージとダビングルームがそれぞれ完成し、撮影所全体のフル稼働を開始した。
この撮影所は堀久作社長らが事前視察した米カリフォルニア州ハリウッドのワーナー・ブラザースのスタジオを参考としており、全館鉄筋コンクリート造り・冷暖房完備とした。
敷地面積は99,171平方メートルと広大で、設備も含めて日活では「東洋一のスタジオ」と自負していた。撮影所北部には当時の繁華街・銀座の町並みが巨大オープンセットで再現され、「日活銀座」として俳優・従業員から親しまれた。
1979年（昭和54年）には第1から第4までのステージと本館、正門、日活銀座を含む北半分が大京観光へ売却され、「ライオンズマンション調布」が建設された。このため撮影所の面積は約半分となった。
2012年（平成24年）、日活100周年を記念して「日活調布撮影所」に改称。また同年にはスタジオ全体の大幅な改修工事を完工し、慢性的な問題であった駐車スペースの拡充やスタッフルームの増設、食堂のリニューアルが行われた。
2014年（平成26年）5月、第8ステージから東側の用地が三井不動産へ売却され、分譲マンション「パークホームズ調布桜堤通り」が建設された。このため撮影所の面積は第3期工事終了時の約4分の1となった。存続する第9～第13ステージは同時に、それぞれ逆順に第5～第1スタジオへと改められた。
現在は、約45,000平方メートルの敷地内に、5つのスタジオと編集室やスタッフルーム棟や大道具・小道具関連の建物が所狭しと建っており、かつて東洋一と謳われたスタジオの面影は薄れているものの、現在でも膨大な数の映画・テレビドラマ・CMがこの地で作られている。

#### 構成
北半分にあった建造物は、1979年の用地売却で全てが消滅した。また南端側の建造物も、駐車スペースの増大などのため年々取り壊される傾向にある。
- 第1～第4ステージ：各43×21m、903m2。第1ステージと第2ステージ、第3ステージと第4ステージはそれぞれ連結している。最も早く完成したが、用地売却に伴い消滅。
- 第5～第8ステージ：各42×21m、882m2。第5ステージと第6ステージ、第7ステージと第8ステージはそれぞれ連結している。第2期工事で完成。1989年の撮影中に起きた火災により、第5ステージは内部の設備にダメージを負ったため美術倉庫として使用されていたが、第6～第8ステージと共に用地売却に伴い消滅。
- 第9・第10ステージ：各41×18m、738m2。両者は連結している。第3期工事で完成。現在の第5・第4スタジオ。
- 第11・第12・第13ステージ：各41×22m、902m2。全ステージが連結している。第3期工事で完成。現在の第3・第2・第1スタジオ。
- 正門：当初は敷地北側中央にあったが、用地売却に伴い南側オープンセットの位置に移転し、2014年6月にさらに西側に移転した。
- 本館：当初は敷地中央に巨大な建物があったが、用地売却に伴い食堂の建物に縮小移転した。
- オープンセット：北部（日活銀座）と南部にあった。用地売却に伴い消滅。
- ダビング室：第3期工事で完成。
- デジタルスタジオ：1998年、正門脇の南側オープンセット跡に建設された衛星メディア事務所跡（旧：NEST）を改修。その後2011年に本館2階へ移動した。
  - 「NEST」とは、チャンネルNECOとレインボーチャンネルの番組送出と衛星へのアップリンクをしていた日活地球局（Nikkatsu Earth Station）のことである。
- 食堂：当初からほとんど変わっていなかったが、2012年にリニューアルが行われた。2階に編集室と俳優控え室を持つ。
- 倉庫：撮影所各所に点在する。
- 日活芸術学院：装置倉庫跡に建設された小規模な映画学校。専門学校・1975年開校～2013年閉校。第11ステージの南には芸術学院専用スタジオである通称「Gスタ」が存在した(2013年解体)。2010年に運営母体である日活と学校法人城西大学とが提携を結び「城西国際大学メディア学部映像芸術コース」を設立することとなり芸術学院はその38年の歴史に幕を下ろした。

このほか、俳優センターや試写室など小規模な建造物が各所に点在している。

#### 調布撮影所の沿革
- 1953年：日活が映画製作再開を発表、調布に撮影所建設を着工。
- 1955年：第三期工事終了、撮影所が完成。
- 1969年：日活が経営難により撮影所を売却。
- 1973年12月23日：多摩川河川敷で昼頃に発生した火災が延焼、オープンセット・第7ステージが焼失。
- 1975年：日活本社が日比谷パークビルから撮影所内に移転。日活芸術学院が開校。
- 1977年：撮影所明け渡し訴訟の和解が成立。撮影所を買い戻す。
- 1979年：撮影所北半分を売却、分譲マンションが建設される。
- 1989年：第5ステージにて（世界デザイン博覧会の展示映像を撮影中）火災事故発生。スタッフ1名が死亡、ワイヤーで宙吊り状態の女優藤谷美紀が軽傷を負うなど20数名が負傷した[2]。
- 1993年：にっかつが会社更生法の適用を申請し倒産。その後ナムコの支援を受けて再建を開始。
- 1998年：撮影所内にデジタルスタジオを建設。
- 2000年2月：日活が、ナムコ創設者中村雅哉の個人会社である「株式会社マル」への調布撮影所の売却と、3年以内の新撮影所の建設計画を発表する。
- 2001年：横浜市の「新映像都市構想」による横浜みなとみらい21への日活撮影所移転計画が明らかになり、日活労働組合が反発。
- 2003年11月：移転計画が白紙撤回される。
- 2005年：日活がインデックス傘下に入る。
- 2009年：日活が日本テレビ放送網の関連会社となる。撮影所リニューアル計画を社員に向け発表。株式会社俳優座劇場の70%出資・日活の30%出資で「株式会社アートインプレッション」が設立され、美術センターの社員が出向する。
- 2010年1月：日活が（株）マルより撮影所の建物を買い取る[3]。
- 2011年9月：アートインプレッションが解散し、美術業務は日活スタジオサービスに引き継がれる。
- 2012年：日活の100周年を機に、調布の撮影所名称を「日活調布撮影所」とする。
- 2013年3月：日活芸術学院閉校。
- 2014年
  - 3月10日：城西国際大学紀尾井町キャンパス内に、撮影所内のスタジオセンターとは別に「ポストプロダクションセンター」を新設。
  - 4月：撮影所の美術業務を日本テレビアートが請け負う。
- 2014年5月：第5～第8ステージを含む用地を売却。同時に存続する第9～第13ステージは、それぞれ逆順に第5～第1スタジオへと改められる。
- 2020年10月：XR技術を使ったバーチャルプロダクション事業のため、日活・デジタル・フロンティア・AOI TYO Holdingsの共同出資で「バーチャル・ライン・スタジオ株式会社」を設立。それに伴い第4スタジオを当該会社専用の、リアルタイム合成対応グリーンバックスタジオに改装する。